# Eugen Schmalenbach
Johann Wilhelm Eugen Schmalenbach (20. srpna 1873 – 20. února 1955) byl německý ekonom. Jeho myšlení bylo silně orientováno na praxi, ale jeho dílo položilo teoretické základy mnoha oblastem podnikání ve třech oblastech.[ujasnit]
V podnikovém hospodářství viděl pouze návod k řešení praktických problémů. Jeho motto: Nevzdávejte se práce, která by měla praktickou hodnotu. Výsledky, které nejsou v obchodní praxi využitelné, nejsou pro nás žádnými výsledky. Z jeho pohledu je podnik „částí společnosti, která se má snažit o hospodářské optimum ve společenském smyslu. Kdy smyslem naší nauky je zkoumat jak a jakým způsobem prokazuje podnik svou produktivitu.
Schmalenbachovým největším přínosem je, že empiricky odvodil a teoreticky zdůvodnil existenci fixních a variabilních nákladů. Vyvinul nákladové křivky a zdůvodnil rostoucí význam fixních a marginálních nákladů. Dospěl k názoru, že vláda fixních nákladů omezuje flexibilitu podniku a nutí výrobce, aby co možná nejvíce vyloučili volnou soutěž a navzájem se domluvili.
Schmalenbach navrhoval, aby se systém cenového mechanismu tržní ekonomiky využil pro vnitropodnikové řízení statků a služeb mezi jednotlivými vnitropodnikovými útvary. Cena se má optimalizovat, přičemž tímto optimem jsou zpravidla marginální náklady. Vnitropodniková organizace potom musí odpovídat hospodářské soutěži mezi jednotlivými odděleními.